# Neusticomys mussoi
Neusticomys mussoi là một loài động vật có vú trong họ Cricetidae, bộ Gặm nhấm. Loài này được Ochoa G. & Soriano mô tả năm 1991.
Đây là loài đặc hữu của miền tây Venezuela, nơi loài này đã được tìm thấy ở độ cao 1000 đến 1200 m. Nó là bán tự động và ăn động vật không xương sống nước ngọt. 